# Valeryj Žukoŭski
Valeryj Francavič Žukoŭski (in bielorusso Валерый Францавіч Жукоўскі?; in russo Валерий Францевич Жуковский?, Valerij Francevič Žukovskij; Lida, 21 maggio 1984) è un ex calciatore bielorusso, di ruolo centrocampista.

## Carriera
Ha giocato nella massima serie bielorussa.

## Palmarès

### Club

#### Competizioni nazionali
- Coppa di Bielorussia: 1

Naftan: 2011-2012